# Любарська Юлія Дмитрівна
Юлія Дмитрівна Любарська (? — ?) — українська радянська діячка, заслужена вчителька УРСР, завідувач Малотокмачанської початкової школи Оріхівського району Запорізької області. Депутат Верховної Ради УРСР 3—4-го скликань.

## Життєпис
Освіта вища. Довгі роки вчителювала у школах Запорізької області.
З середини 1940-х років — вчителька, завідувач Малотокмачанської початкової школи Оріхівського району Запорізької області.

## Нагороди
- орден Леніна
- заслужена вчителька школи Української РСР